# ماركو هابر
ماركو هابر (بالألمانية: Marco Haber)‏ (21 سبتمبر 1971 في ألمانيا - ) هو لاعب كرة قدم ألماني في مركز الوسط. شارك مع منتخب ألمانيا تحت 21 سنة لكرة القدم ومنتخب ألمانيا الأولمبي لكرة القدم ومنتخب ألمانيا لكرة القدم. أما مع النوادي، فقد لعب مع أنورثوسيس فاماغوستا ونادي أومونيا ونادي أونترهاخينغ ونادي شتوتغارت ونادي كايزرسلاوترن ونادي لاس بالماس ونيا سلاميس فاماغوستا وهانزا روستوك ونادي أوغيرسهايم ‏.

## وصلات خارجية
- ماركو هابر على موقع قاعدة بيانات كرة القدم.إي يو (الإنجليزية)
- ماركو هابر على موقع بيانات كرة القدم. دي إي (الألمانية)
- ماركو هابر على موقع ناشيونال فوتبول تيمز (الإنجليزية)
- ماركو هابر على موقع عالم كرة القدم.نت (الإنجليزية)